# Ivan Lauko
Ivan Lauko (* 4. ledna 1947 v Nitře) je bývalý československý fotbalista slovenské národnosti, který hrál převážně na postu obránce.

## Fotbalová kariéra
Začínal v rodné Nitře, po vojně hrál v Žilině. Tento defenzivní univerzál přišel do Brna na jaře 1972 a během čtyř let stihl odehrát skoro sto ligových zápasů. Na jaře 1976 byl vyřazen z kádru prvního mužstva pro opakované porušování disciplíny a vzápětí ohlásil přestup do třetiligového Hlohovce, kam však nebyl uvolněn. Později hrával druhou ligu v brněnském Králově Poli. Po ukončení hráčské kariéry zůstal ve fotbalovém prostředí, stal se rozhodčím a trenérem.

## Ligová bilance
| Ročník                                   | Zápasy | Góly | Klub           |
| ---------------------------------------- | ------ | ---- | -------------- |
| 1. československá fotbalová liga 1971/72 | 14     | 0    | Zbrojovka Brno |
| 1. československá fotbalová liga 1972/73 | 25     | 0    | Zbrojovka Brno |
| 1. československá fotbalová liga 1973/74 | 26     | 1    | Zbrojovka Brno |
| 1. československá fotbalová liga 1974/75 | 14     | 0    | Zbrojovka Brno |
| 1. československá fotbalová liga 1975/76 | 11     | 0    | Zbrojovka Brno |
| 1. československá fotbalová liga 1976/77 | 0      | 0    | Zbrojovka Brno |
| CELKEM 1. LIGA                           | 90     | 1    |                |